# Peter Paul Stumpf

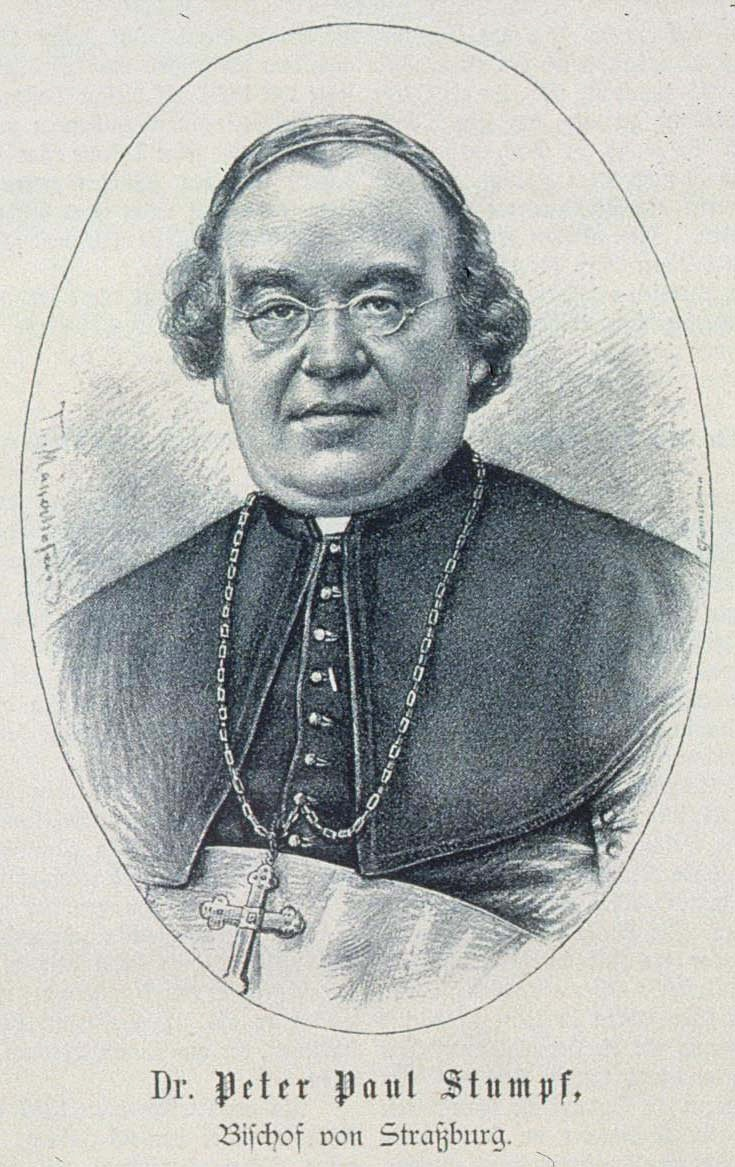
Bischof Peter Paul Stumpf

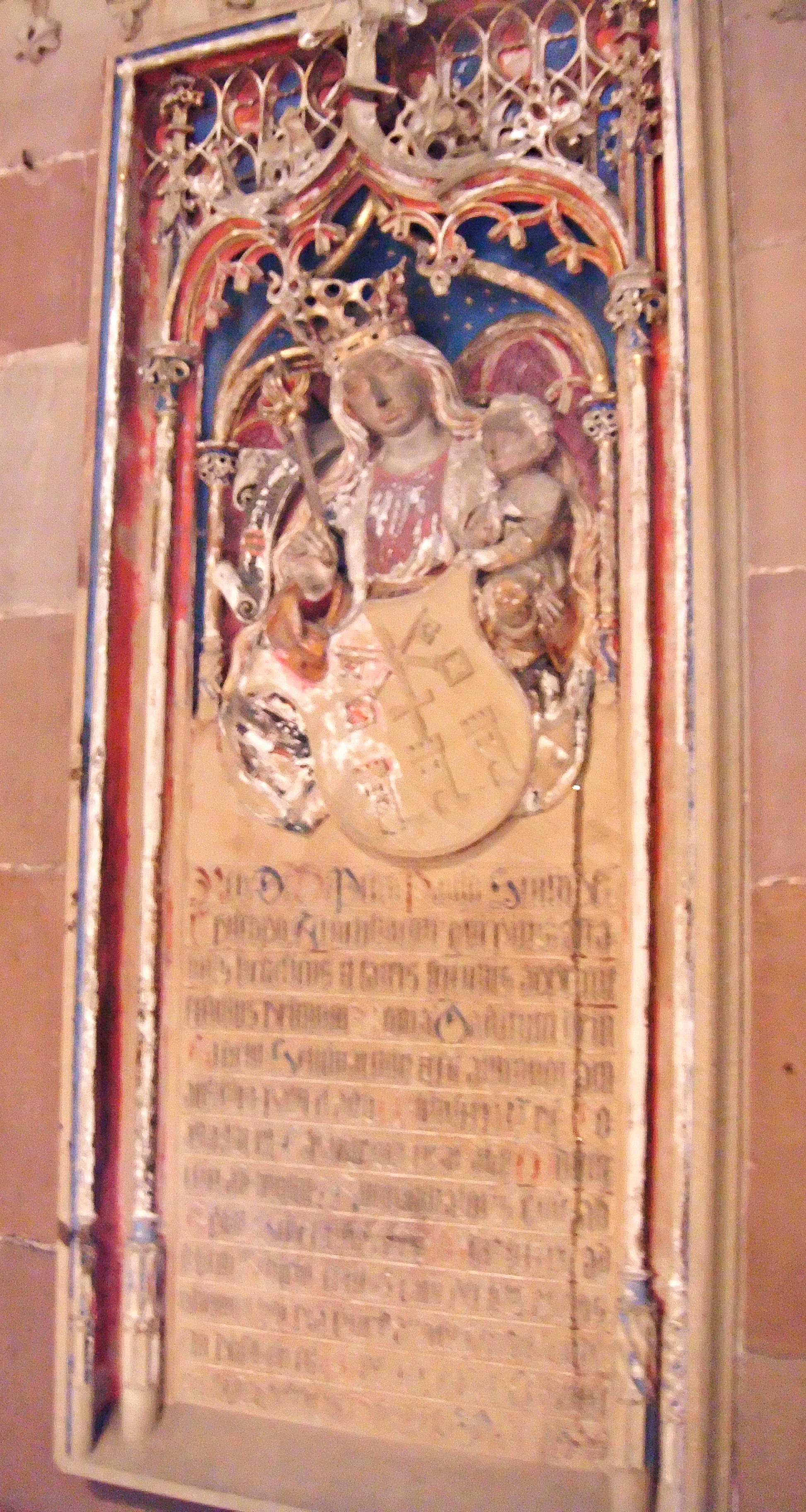
Epitaph im Straßburger Münster

Peter Paul Stumpf (* 21. September 1822 in Eguisheim; † 10. August 1890 in Straßburg) war von 1887 bis zu seinem Tod der 98. Bischof des Bistums Straßburg.

## Leben
Er war der Sohn des Weinbauern Jean-Baptiste Stumpf und der Marie Ange Willmann. Er wuchs in einfachen Verhältnissen auf und besuchte die Sekundärschule des Collège de Colmar, später das Priesterseminar (Petit Seminaire) in Lachapelle und anschließend das Grand Séminaire de Strasbourg und wurde 1847 durch Gaspard Mermillod und Joseph Georg von Ehrler in Straßburg zum Priester geweiht.
Nach seiner Weihe wurde er 1848 zunächst Vikar in Molsheim. Zwischen 1849 und 1853 war er Vikar am Straßburger Münster.
1853 folgte er seinem spiritus rector, Professor Burg, und verließ als Spiritaner die Diözese. Im gleichen Jahr wurde er Lehrer am Séminaire des Colonies in Paris. Ein Jahr später wurde er von seinen Vorgesetzten als Direktor für Studien im französischen Seminar in Rom eingesetzt, im Jahre 1859 wurde er Leiter dieses Seminars.
1864 wurde er auf Anfrage des Bischofs nach Straßburg zurückberufen, inkardiniert und übernahm die Leitung des Grand Séminaire. 1876 wurde er Generalvikar und war insbesondere zuständig für Fragen der Ausbildung. Er bemühte sich, die Situation nach der Schließung der katholischen Mittelschulen und der kleinen Seminare infolge des Kulturkampfes zu beheben. Er erwies sich dabei als geschickter Verhandler und erreichte nach und nach die Wiedereröffnung dieser Einrichtungen und in einigen Fällen ihre Anerkennung als klassische Gymnasien.
Am 13. Mai 1881 wurde er zum Titularbischof von Caesaropolis und Koadjutor von Bischof André Raess mit Recht auf dessen Nachfolge ernannt. Unter Berücksichtigung des Gesundheitszustandes von Raess wurde er 1883 zum Diözesanadministrator des Erzbistums bestimmt.
Wegen der zunehmenden Querelen um die etwa 120 als Simultankirchen genutzten Kirchengebäude der Reformierten Kirche von Elsass und Lothringen und der Kirche A.B. von Elsass und Lothringen gründete Stumpf 1884 das Œuvre des églises mixtes, einen Kirchenbaufonds, um Gelder für den Bau katholischer Kirchen zu sammeln, die die simultane Nutzung protestantischer Kirchen erübrigen würde. Stumpfs Nachfolger Fritzen, der sich für diese Sache sehr einsetzte, konnte so die Zahl der katholischen Pfarrkirchen stark erhöhen und bis 1914 simultane Nutzungen protestantischer Kirchen auf 64 Fälle reduzieren.
Ein Lieblingsprojekt Stumpfs waren Ankauf und Umgestaltung der Burg Egisheim mit dem Bau der St.-Leo-IX.-Kapelle in seinem Heimatort.